# Ilmi Kolla
Ilmi Kolla (* 4. Juni 1933 in Pärnu; † 18. Dezember 1954 in Tallinn) war eine estnische Lyrikerin.

## Leben und Werk
Ilmi Kolla wurde in eine Arbeiterfamilie geboren. Nach der Schule arbeitete sie 1952 in der Redaktion der Zeitung Säde.
Kolla schrieb ab 1948 Gedichte auf Estnisch. Sie wurde als vielversprechende Nachwuchslyrikerin angesehen. Berühmt wurde vor allem ihr Gedicht Nukrad hetked.
Einige Gedichte von Ilmi Kolla wurden zwar gedruckt, konnten jedoch zu ihren Lebzeiten wegen der restriktiven Zensurpolitik der sowjetischen Behörden nicht in Buchform erscheinen. Vladimir Beekman kritisierte etwa ihre Lyrik als zu individualistisch. Da Kollas Gedichte der Staatsideologie widersprachen, wurden sie meist unter der Hand weitergegeben.
1948 erkrankte sie an Tuberkulose und starb 1954. Die Krankheit und ihre Todesahnung haben die meisten ihrer Gedichte geprägt.

## Gedichtbände
- Luuletused (postum, 1957)
- Minu kevad (postum, 1983)